# Пренебрежение масштабом

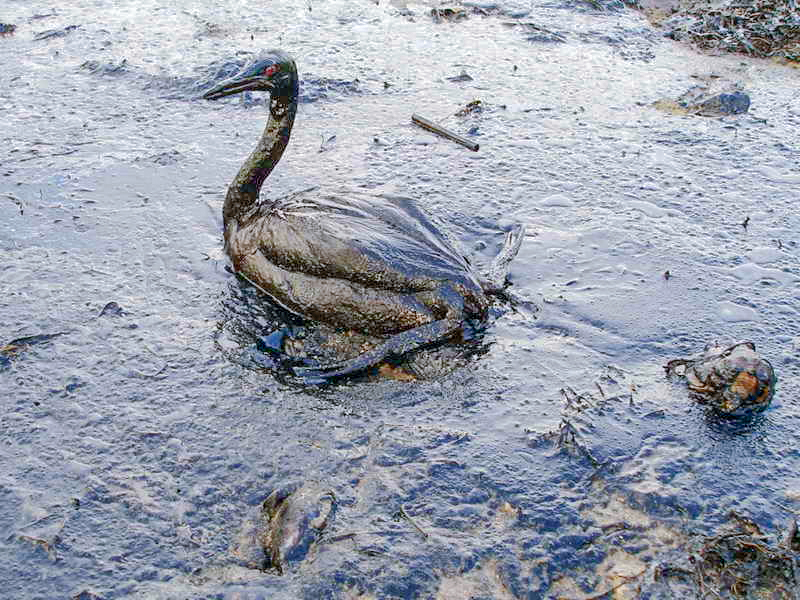
Птица в масле после разлива нефти

Пренебрежение масштабом или нечувствительность к масштабу (англ. Scope neglect) — когнитивное искажение, которое возникает, когда проблема оценивается немультипликативно по отношению к её размерам. Пренебрежение масштабом — это особая форма пренебрежения расширением.
В одном исследовании респондентов спросили, сколько они готовы заплатить, чтобы перелетные птицы не утонули в открытых нефтяных прудах, накрыв нефтяные пруды защитными сетками. Испытуемых разделили на 3 группы. Одной группе сказали, что ежегодно таким образом погибает 2000 птиц, второй что 20 000 птиц, а третьей что 200 000 птиц. В итоге испытуемые сообщили, что готовы жертвовать по 80, 78 и 88 долларов соответственно.
Некоторые похожие исследования выявили логарифмическую связь, другие же не выявили связи вообще.
Философ Тоби Орд связывает пренебрежение масштабом с экзистенциальными рисками для человечества. В своей книге «Пропасть: экзистенциальный риск и будущее человечества» Орд говорит о склонности человечества относиться к ядерной войне как к полной катастрофе, не различая ядерные войны между странами с относительно небольшим количеством ядерного оружия, в которых погибли бы миллионы, и ядерную войну между странами с большим потенциалом, в которой погибло бы в тысячу раз больше людей, и существование человечества было бы под угрозой.